# Joan Domènech Mas

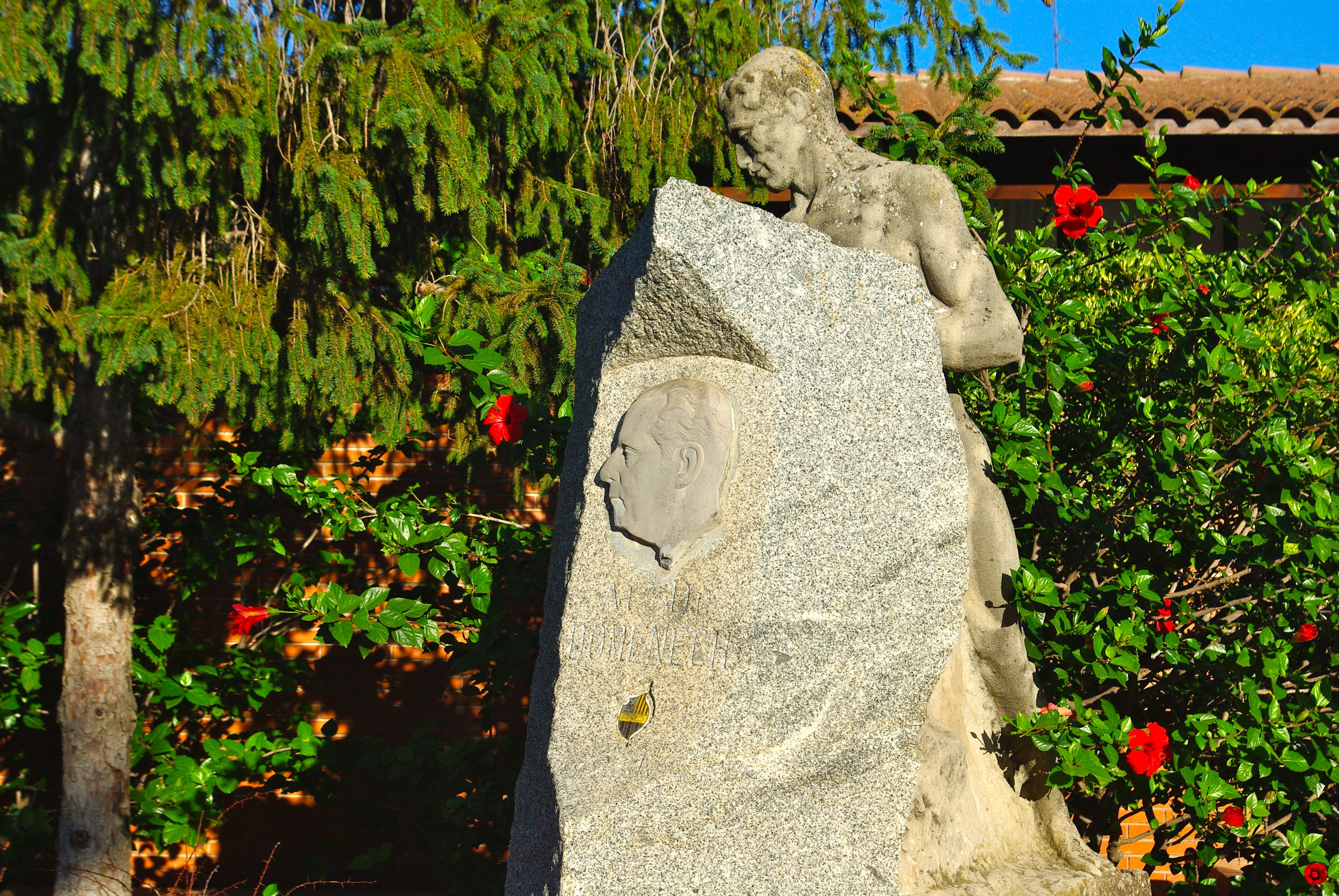
Monument al doctor Joan Domènech, al Reus Deportiu, realitzat per Modest Gené

Joan Domènech Mas (Reus, 10 de novembre de 1891 - novembre de 1976) fou un metge i esportista reusenc.
Era metge especialista en otorrinolaringologia i arribà a director de l'Hospital de Reus. Per erradicar la tuberculosi, llavors freqüent, recomanava l'esport i fou un dels fundadors del Reus Deportiu (1909) on va construir el primer estadi privat de Catalunya; va ser president de l'entitat diverses vegades, i finalment president d'honor. Preocupat per la salut de la joventut, va fer construir un solàrium al Reus Deportiu. Va ser un dels ponents el 1931 en unes "Converses sobre temes d'interès local" organitzades pel Centre de Lectura on defensava la necessitat de la cultura física i la vida a l'aire lliure per a la joventut i la població en general. Amb el doctor Jaume Sabater van fer un viatge a Suïssa el 1932 per tal d'estudiar i conèixer les escoles d'aire i sol que volien implantar aquí. Tingué un bon ajut en la vessant mèdica, en el doctor Alexandre Frias, amb el qual col·laborà en campanyes a favor de la infantesa. Vinculat amb sectors progressistes i amb Foment, i director de l'Hospital de Sant Joan convertit el 1937 en Hospital de Sang, va ser sotmès a consell de guerra el 1939. Encara en vida se li va aixecar un monument a les instal·lacions del Reus Deportiu i un carrer a la rodalia va rebre el seu nom (carrer del Doctor Domènech). Entre altres llibres, en va publicar un de sonets: Deixeu-m'hi ser, amb pròleg de Bonaventura Vallespinosa Reus: Gráficos Reus, 1967. Va ser pare del també metge otorrinolaringòleg Joan Domènech Miró i de l'advocat Manuel Domènech Miró.